# チェイス・ヤング
チェイス・ヤング（Chase Young, 1999年4月14日 - ）は、アメリカ合衆国メリーランド州アッパーマルボロ出身のプロアメリカンフットボール選手。NFLのニューオーリンズ・セインツに所属している。ポジションはディフェンシブエンド。

## 経歴

### ハイスクール
デマッサ・カトリック高等学校で4年目のシーズンに118タックル、19サックを記録し、USAトゥデイのオールUSAチーム、ワシントン・ポストの高校生最優秀守備選手賞に選出された。
フットボールの他にバスケットボールもプレーしており、後に2017年のNBAドラフトで全体1位指名を受けるマーケル・フルツとチームメイトだった。

### カレッジ
40以上の大学からオファーを受けた中で、オハイオ州立大学へ進学した。
1年目の2017年シーズンは18タックル、3.5サックを記録した。
2018年シーズンから先発を務め、46タックル、10.5サックを記録。オールBig 10セカンドチームに選出された。

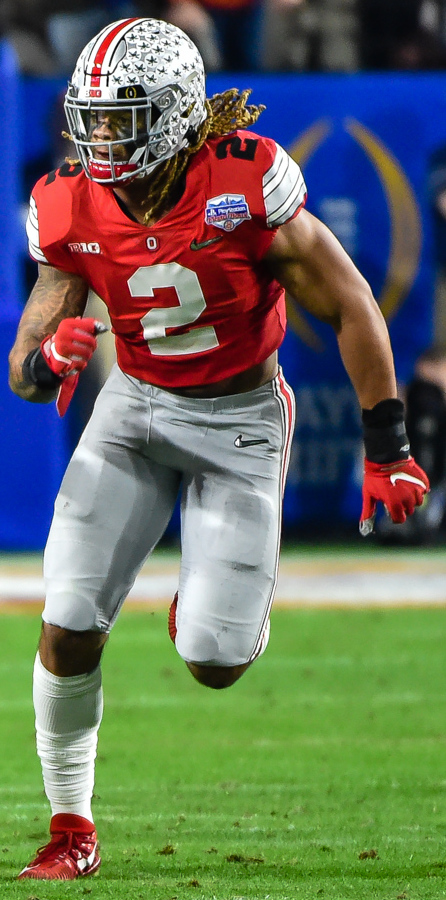
オハイオ州立大学でのヤング
(2019年)

2019年シーズンからキャプテンを務めた。ウィスコンシン大学戦でオハイオ州立大学の選手の1試合最多タイとなる4サックを記録した。2019年11月には、自身の恋人がローズボウルを観戦するためのチケット料金を不正に融資したとして、NCAAから2試合の出場停止処分を受けた。処分解除後最初の試合で3サックを記録した。最終的に46タックル、16.5サックを記録し、カレッジで最も優れた守備選手に贈られるブロンコ・ナガースキー賞、チャック・ベドナリク賞、テッド・ヘンドリックス賞などを受賞した。また、守備選手ながらハイズマン賞のファイナリストに選出され、これは1982年以来であった。
その後、2020年のNFLドラフトにアーリーエントリーした。
| シーズン | 試合 | タックル | タックル | タックル | タックル | タックル | ファンブル | ファンブル |
| シーズン | 試合 | Total    | Solo     | Ast      | TFL      | Sacks    | FF         | FR         |
| -------- | ---- | -------- | -------- | -------- | -------- | -------- | ---------- | ---------- |
| 2017     | 9    | 18       | 11       | 7        | 5        | 3.5      | 1          | 0          |
| 2018     | 13   | 34       | 25       | 9        | 14.5     | 10.5     | 1          | 0          |
| 2019     | 12   | 46       | 32       | 14       | 21       | 16.5     | 7          | 0          |
| 通算     | 34   | 98       | 68       | 30       | 40.5     | 30.5     | 9          | 0          |

### ワシントン・フットボールチーム / コマンダース
2020年のNFLドラフトにて全体2位でワシントン・レッドスキンズから指名され、その後4年総額3,456万ドルのルーキー契約を結んだ。

#### 2020年シーズン
フィラデルフィア・イーグルスとの開幕戦でNFLデビューし、1.5サックを記録した。第14週のサンフランシスコ・49ers戦ではサック、パスディフレクション、フォースファンブル、ファンブルリカバー、リターンからのタッチダウンを記録。ルーキーが1試合でこれらをすべて記録したのは史上初であり、NFL全体でも3人目だった。このシーズンは44タックル。7.5サックを記録してプロボウルに選出され、新人最優秀守備選手賞を受賞した。

#### 2021年シーズン

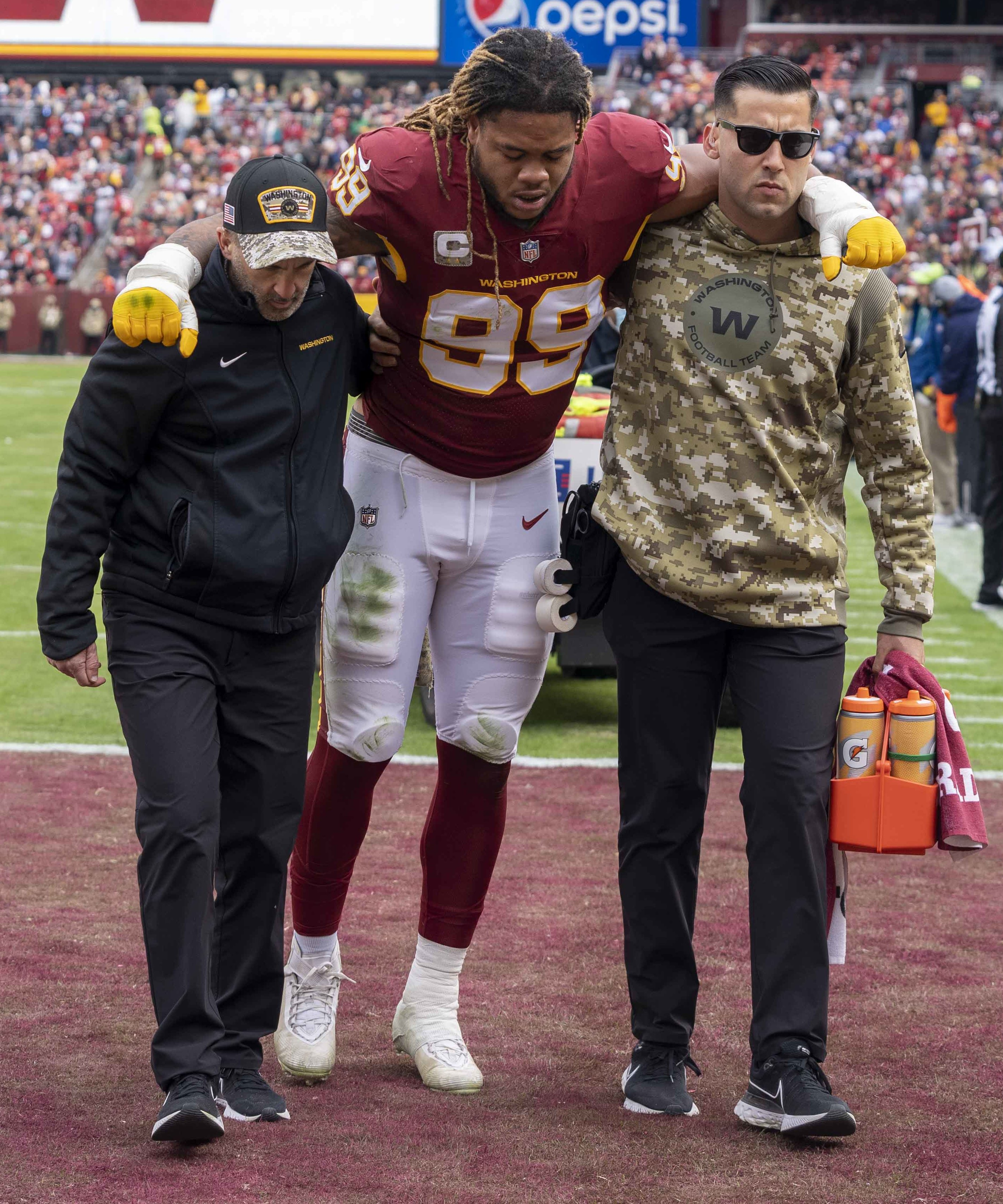
前十字靭帯を断裂し、スタッフに支えられて退場するヤング
(2021年)

第10週のタンパベイ・バッカニアーズ戦で右膝の前十字靭帯と膝蓋骨腱を断裂し、シーズン終了となった。手術の際には左膝の膝蓋骨腱を移植する必要があったため、回復にはさらに多くの時間がかかった。

#### 2022年シーズン
前年の怪我からのリハビリでシーズンの大部分を欠場した。

#### 2023年シーズン
開幕前にコマンダースから5年目の契約オプションを破棄された。

### サンフランシスコ・49ers
2023年10月31日に2024年のドラフト3巡目指名権とのトレードで、サンフランシスコ・49ersへ移籍した。

### ニューオーリンズ・セインツ

#### 2024年シーズン
2024年3月18日にニューオーリンズ・セインツと1,300万ドルの単年契約を結んだ。シーズンでは全17試合に出場し、31タックル、5.5サックを記録した。QBへのプレッシャー66回はエッジラッシャーとしてリーグ7位タイだった。

#### 2025年シーズン
2025年3月11日、セインツと3年5,100万ドルで再契約を結んだ。

## 詳細情報

### 年度別成績
| 説明 | 説明         |
| ---- | ------------ |
| 太字 | キャリアハイ |

#### レギュラーシーズン
| シーズン | チーム | 試合 | 試合 | タックル | タックル | タックル | タックル | ファンブル | ファンブル | ファンブル | ファンブル | インターセプト | インターセプト | インターセプト | インターセプト | インターセプト | インターセプト |
| シーズン | チーム | GP   | GS   | Cmb      | Solo     | Ast      | Sck      | FF         | FR         | Yds        | TD         | Int            | Yds            | Avg            | Lng            | TD             | PD             |
| -------- | ------ | ---- | ---- | -------- | -------- | -------- | -------- | ---------- | ---------- | ---------- | ---------- | -------------- | -------------- | -------------- | -------------- | -------------- | -------------- |
| 2020     | WAS    | 15   | 15   | 44       | 32       | 12       | 7.5      | 4          | 3          | 57         | 1          | 0              | 0              | 0              | 0              | 0              | 4              |
| 2021     | WAS    | 9    | 9    | 26       | 15       | 11       | 1.5      | 2          | 0          | 0          | 0          | 0              | 0              | 0              | 0              | 0              | 2              |
| 2022     | WAS    | 3    | 2    | 5        | 3        | 2        | 0.0      | 0          | 0          | 0          | 0          | 0              | 0              | 0              | 0              | 0              | 1              |
| 2023     | WAS    | 7    | 6    | 15       | 12       | 3        | 5.0      | 0          | 0          | 0          | 0          | 0              | 0              | 0              | 0              | 0              | 1              |
| 2023     | SF     | 9    | 0    | 10       | 5        | 5        | 2.5      | 0          | 0          | 0          | 0          | 0              | 0              | 0              | 0              | 0              | 1              |
| 2024     | NO     | 17   | 0    | 31       | 21       | 10       | 5.5      | 1          | 0          | 0          | 0          | 0              | 0              | 0              | 0              | 0              | 3              |
| 通算     | 通算   | 60   | 32   | 131      | 88       | 43       | 22.0     | 7          | 3          | 57         | 1          | 0              | 0              | 0              | 0              | 0              | 12             |

#### ポストシーズン
| シーズン | チーム | 試合 | 試合 | タックル | タックル | タックル | タックル | タックル | ファンブル | ファンブル | ファンブル | ファンブル | インターセプト | インターセプト | インターセプト | インターセプト | インターセプト | インターセプト |
| シーズン | チーム | GP   | GS   | Cmb      | Solo     | Ast      | Sck      | Sfty     | FF         | FR         | Yds        | TD         | PD             | Int            | Yds            | Avg            | Lng            | TD             |
| -------- | ------ | ---- | ---- | -------- | -------- | -------- | -------- | -------- | ---------- | ---------- | ---------- | ---------- | -------------- | -------------- | -------------- | -------------- | -------------- | -------------- |
| 2020     | WAS    | 1    | 1    | 3        | 1        | 2        | 0.0      | 0        | 0          | 0          | 0          | 0          | 0              | 0              | 0              | 0.0            | 0              | 0              |
| 2023     | SF     | 3    | 3    | 8        | 6        | 2        | 1.0      | 0        | 0          | 0          | 0          | 0          | 0              | 0              | 0              | 0.0            | 0              | 0              |
| 通算     | 通算   | 4    | 4    | 11       | 7        | 4        | 1.0      | 0        | 0          | 0          | 0          | 0          | 0              | 0              | 0              | 0.0            | 0              | 0              |